# Supercopa de Europa 2005
La Supercopa de Europa 2005 o Supercopa de la UEFA 2005 fue un partido de fútbol que enfrentó al ganador de la Liga de Campeones y de la Copa de la UEFA de la temporada anterior 2004-05. El partido tuvo lugar entre el Liverpool inglés y el CSKA Moscú ruso, con victoria del equipo inglés por 3 a 1. El partido se disputó el 26 de agosto de 2005 en el Stade Louis II (Mónaco).

## Previo
Esta edición de la Supercopa de Europa fue la trigésimo primera.
El Liverpool ganó la Liga de Campeones de la UEFA 2004-05 al imponerse en la final al Milan en la tanda de penaltis después de haber empatado 3 a 3 el encuentro. Esta era la quinta vez que el equipo disputaba la Supercopa de Europa; Consiguió alzarse con el título en 1977 contra el Hamburgo SV y en el año 2001 al ganar 3 a 2 al Bayern Múnich. Perdió la Supercopa en dos ocasiones (1978 y 1984). Rafa Benítez no pudo contar para este partido con Steven Gerrard (elegido mejor jugador de la Liga de Campeones 2004-05) por culpa de una lesión en un gemelo, con lo que Jamie Carragher llevó el brazalete de capitán. También se perdieron el partido por lesión Djimi Traoré y Peter Crouch. El equipo inglés pudo alinear a sus dos nuevos fichajes, el español José Manuel Reina y el neerlandés Boudewijn Zenden.
Por su parte el CSKA Moscú se clasificó para jugar este partido después de ganar la Copa de la UEFA 2004-05, jugando la final ante el Sporting de Lisboa, venciéndolo por 3 a 1. Esta era la primera vez en la historia que un equipo de Rusia disputaba este encuentro. El equipo llegó al partido ya rodado; el CSKA estaba inmerso en el campeonato ruso, siendo el segundo clasificado después de 21 jornadas, solo por detrás del Lokomotiv Moscú. Ivica Olić, uno de los mejores delanteros del club (máximo goleador de Liga en ese momento con 10 goles) no pudo disputar este torneo debido a una lesión de rodilla sufrida a principios del mes.

## Partido

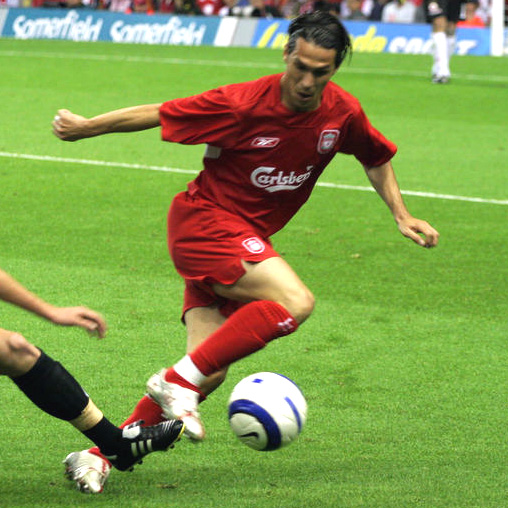
Luis García, delantero español del Liverpool.

### Primera parte
El partido comenzó con dominio del CSKA Moscú, aunque el primer disparo a puerta fue obra de Dietmar Hamann.
El Liverpool no conseguía realizar jugadas peligrosas y Fernando Morientes estaba muy solo arriba. Por el contrario el CSKA Moscú intentaba adelantarse en jugadas de contraataque.
En el minuto 28 Vágner Love dio un buen pase a Daniel Carvalho, y este marca gracias a una mala salida del portero Reina. De este modo el equipo ruso se adelantaba en el marcador.
A los dos minutos pudo llegar el segundo tanto, pero Vágner Love no estuvo acertado. A partir de entonces el Liverpool controló el partido e intentó empatar, pero sin fortuna.

### Segunda parte
El CSKA Moscú empezó la segunda parte más atrás, defendiendo bien e intentado mantener el resultado hasta el final. Aunque estuvo muy cerca de marcar en el minuto 50, cuando Daniel Carvalho lanzó una falta que estuvo a punto de colarse en la portería defendida por Reina.
Poco después lo intentó Josemi en dos lanzamientos, pero no pusieron en aprietos al guardameta rival.
Rafa Benítez realizó tres cambios, introduciendo más delanteros en el terreno de juego, y acertó cuando puso a jugar a Djibril Cissé. El francés cambió la dinámica del partido con sus acciones y consiguió empatar en el minuto 82, aunque con polémica, ya que para controlar el balón se ayudó un poco con la mano. 
De esta forma el equipo inglés forzaba la Prórroga.

### Prórroga
Djibril Cissé seguía siendo el mejor jugador en el campo, y lo demostró volviendo a marcar en el minuto 103, cuando aprovechó un rechace de Ígor Akinféyev en el área pequeña. 
Luego Djibril Cissé volvió a ser decisivo, ya que suyo fue el pase que acabó en el tercer gol del Liverpool, cuando Luis García remató de cabeza con acierto.

## Detalles
| 25         | POR        | Pepe Reina         |     |
| 17         | DEF        | Josemi             |     |
| 23         | DEF        | Jamie Carragher    |     |
| 4          | DEF        | Sami Hyypiä        |     |
| 6          | DEF        | John Arne Riise    | 79' |
| 16         | MED        | Dietmar Hamann     |     |
| 3          | MED        | Steve Finnan       | 55' |
| 14         | MED        | Xabi Alonso        | 70' |
| 30         | MED        | Boudewijn Zenden   |     |
| 10         | DEL        | Luis García        |     |
| 19         | DEL        | Fernando Morientes |     |
| Entrenador | Entrenador | Rafa Benítez       |     |

| 35         | POR        | Ígor Akinféyev     |     |
| 4          | DEF        | Sergéi Ignashévich |     |
| 6          | DEF        | Alekséi Berezutski |     |
| 15         | DEF        | Chidi Odiah        | 90' |
| 24         | DEF        | Vasili Berezutski  |     |
| 7          | MED        | Daniel Carvalho    |     |
| 17         | MED        | Miloš Krasić       | 85' |
| 22         | MED        | Evgeni Aldonin     |     |
| 25         | MED        | Elvir Rahimić      |     |
| 11         | DEL        | Vágner Love        |     |
| 18         | DEL        | Yuri Zhirkov       | 66' |
| Entrenador | Entrenador | Valery Gazzaev     |     |

| 25 | DEL | Sinama Pongolle | 55' |
| 22 | MED | Mohamed Sissoko | 70' |
| 9  | DEL | Djibril Cissé   | 79' |

| 2  | MED | Deividas Šemberas | 66' |
| 10 | MED | Dudu Cearense     | 85' |
| 8  | MED | Rolan Gusev       | 90' |

| Anotado | 82'  | Djibril Cissé | 1-1 |
| Anotado | 103' | Djibril Cissé | 2-1 |
| Anotado | 109' | Luis García   | 3-1 |

| Anotado | 28' | Daniel Carvalho | 0-1 |

| Amonestado | 38' | Boudewijin Zenden |
| Amonestado | 50' | Josemi            |
| Amonestado | 73' | Sami Hyypiä       |
| Amonestado | 95' | Sinama Pongolle   |

| Amonestado | 101' | Dudu Cearense |

| Árbitro             | René Temmink   |
| Árbitros asistentes | Adriaan Inia   |
| Árbitros asistentes | Rob Meenhuis   |
| Cuarto árbitro      | Eric Braamhaar |

| 25         | POR        | Pepe Reina         |     |
| 17         | DEF        | Josemi             |     |
| 23         | DEF        | Jamie Carragher    |     |
| 4          | DEF        | Sami Hyypiä        |     |
| 6          | DEF        | John Arne Riise    | 79' |
| 16         | MED        | Dietmar Hamann     |     |
| 3          | MED        | Steve Finnan       | 55' |
| 14         | MED        | Xabi Alonso        | 70' |
| 30         | MED        | Boudewijn Zenden   |     |
| 10         | DEL        | Luis García        |     |
| 19         | DEL        | Fernando Morientes |     |
| Entrenador | Entrenador | Rafa Benítez       |     |

| 35         | POR        | Ígor Akinféyev     |     |
| 4          | DEF        | Sergéi Ignashévich |     |
| 6          | DEF        | Alekséi Berezutski |     |
| 15         | DEF        | Chidi Odiah        | 90' |
| 24         | DEF        | Vasili Berezutski  |     |
| 7          | MED        | Daniel Carvalho    |     |
| 17         | MED        | Miloš Krasić       | 85' |
| 22         | MED        | Evgeni Aldonin     |     |
| 25         | MED        | Elvir Rahimić      |     |
| 11         | DEL        | Vágner Love        |     |
| 18         | DEL        | Yuri Zhirkov       | 66' |
| Entrenador | Entrenador | Valery Gazzaev     |     |

| 25 | DEL | Sinama Pongolle | 55' |
| 22 | MED | Mohamed Sissoko | 70' |
| 9  | DEL | Djibril Cissé   | 79' |

| 2  | MED | Deividas Šemberas | 66' |
| 10 | MED | Dudu Cearense     | 85' |
| 8  | MED | Rolan Gusev       | 90' |

| Anotado | 82'  | Djibril Cissé | 1-1 |
| Anotado | 103' | Djibril Cissé | 2-1 |
| Anotado | 109' | Luis García   | 3-1 |

| Anotado | 28' | Daniel Carvalho | 0-1 |

| Amonestado | 38' | Boudewijin Zenden |
| Amonestado | 50' | Josemi            |
| Amonestado | 73' | Sami Hyypiä       |
| Amonestado | 95' | Sinama Pongolle   |

| Amonestado | 101' | Dudu Cearense |

| Árbitro             | René Temmink   |
| Árbitros asistentes | Adriaan Inia   |
| Árbitros asistentes | Rob Meenhuis   |
| Cuarto árbitro      | Eric Braamhaar |

| \| Estadísticas \| Liverpool \| CSKA Moscú \| \| Goles \| 3 \| 1 \| \| Total disparos \| 25 \| 5 \| \| Tiros a puerta \| 9 \| 1 \| \| Saques de esquina \| 4 \| 3 \| \| Faltas cometidas \| 14 \| 23 \| \| Tarjetas amarillas \| 4 \| 1 \| \| Tarjetas rojas \| 0 \| 0 \| |           |            |
| Estadísticas | Liverpool | CSKA Moscú |
| Goles | 3         | 1          |
| Total disparos | 25        | 5          |
| Tiros a puerta | 9         | 1          |
| Saques de esquina | 4         | 3          |
| Faltas cometidas | 14        | 23         |
| Tarjetas amarillas | 4         | 1          |
| Tarjetas rojas | 0         | 0          |

|                                     |
| Bandera de Inglaterra               |
| Campeón Liverpool F. C. 3.er título |

### Incidencias
Partido disputado en el Stade Louis II de Mónaco ante 17042 personas. Djibril Cissé fue elegido mejor jugador del encuentro.